# 埼玉県労働組合連合会
埼玉県労働組合連合会（さいたまけんろうどうくみあいれんごうかい）は、埼玉県さいたま市浦和区に本部を置く組織。略称は埼労連（さいろうれん）。

## 概要
全国労働組合総連合の一翼を担う。

## 沿革
- 1989年11年に結成。

## 協議会
- 中・南部地区協議会
- 西部地区協議会
- 北部地区協議会
- 東部地区協議会